# Hans Putmans
Hans Putmans (* ? in Middelburg; † 22. April 1654 in Delft) war ein Kaufmann und Beamter der Niederländischen Ostindien-Kompanie und von 1629 bis 1636 Gouverneur von Niederländisch-Formosa.

## Leben
Der in Middelburg geborene Putmans kam 1621 als Kaufmann in Diensten der Niederländischen Ostindien-Kompanie (VOC) nach Asien, wo er zunächst in Kambodscha, Siam, Patani, Sumatra und Java tätig war. Seit 1624 war er als Beamter in Batavia, der Hauptstadt Niederländisch-Indiens.

## Gouverneur von Formosa
1629 wurde er zum vierten Gouverneur von Niederländisch-Formosa (Taiwan) ernannt. Mit sieben Jahren war seine Amtszeit die längste unter allen niederländischen Gouverneuren der Insel.

### Auseinandersetzungen mit China
Um China zu zwingen, der Ostindien-Kompanie freien Handel an seinen Küsten zu gestatten, griff Putmans im Juli 1633 Amoy an und zerstörte die dort befindliche chinesische Flotte. Am 22. Oktober erlitten die Niederländer jedoch eine schwere Niederlage gegen eine chinesische Flotte unter Zheng Zhilong in der Schlacht in der Liaoluo-Bucht (Kinmen). Die Ostindien-Kompanie musste sich aus China zurückziehen, allerdings wurde ihr von chinesischer Seite Handel in beschränktem Umfang gestattet.

### Siedlungspolitik
Auf Formosa förderte Putmans im Auftrag der VOC die Einwanderung chinesischer Siedler, die das Land urbar machen sollten, wovon sich die Niederländer Steuereinnahmen und landwirtschaftliche Produkte (vor allem Zuckerrohr und Reis) für den Handel versprachen. In einem Schreiben nach Batavia äußerte Putmans, die fruchtbare Insel könne die „Speisekammer“ der niederländischen Besitzungen in Asien werden.

## Rückkehr in die Niederlande
Im Jahr 1636 kehrte Putmans als Admiral einer Retourflotte in die Niederlande zurück und lebte in Amsterdam und Delft, wo er am 22. April 1654 starb.
Putmans war viermal verheiratet: mit Elisabeth Quina (Eheschließung 1627), Maria de Meester (1629), Johanna de Solemne (1633) und Elisabeth van Santen (1638).